# Sedmička (týdeník)
Sedmička  je regionální  týdeník, který vydávalo nakladatelství Mladá fronta a. s. se sídlem v Praze od dubna roku 2009. Byl distribuován zdarma a měl 27 regionálních mutací. Byl vydáván každý čtvrtek, tištěn firmou Europrint a. s., předplatné zajišťovala společnost Mediaservis s. r. o. Projektem vydavatel navazuje na rovněž bezplatně šířený ekonomický deník E15, který vydává od konce roku 2007. Nakladatelství se vydáváním Sedmičky rozhodlo konkurovat regionálním Deníkům, již dříve vydávaným nakladatelstvím Vltava Labe Media. Internetová verze Sedmička.cz byla spuštěna 8. června 2009.
Nakladatelství Mladá fronta tak opět vrátilo na trh název, pod kterým v letech 1990–1992 vydávalo dětský časopis, který se od roku 1968 jmenoval Sedmička pionýrů.
V roce 2022 vydává bulvární týdeník Sedmička společnost Empresa Media, kterou vlastní Jaromír Soukup.

## Podoba a obsah

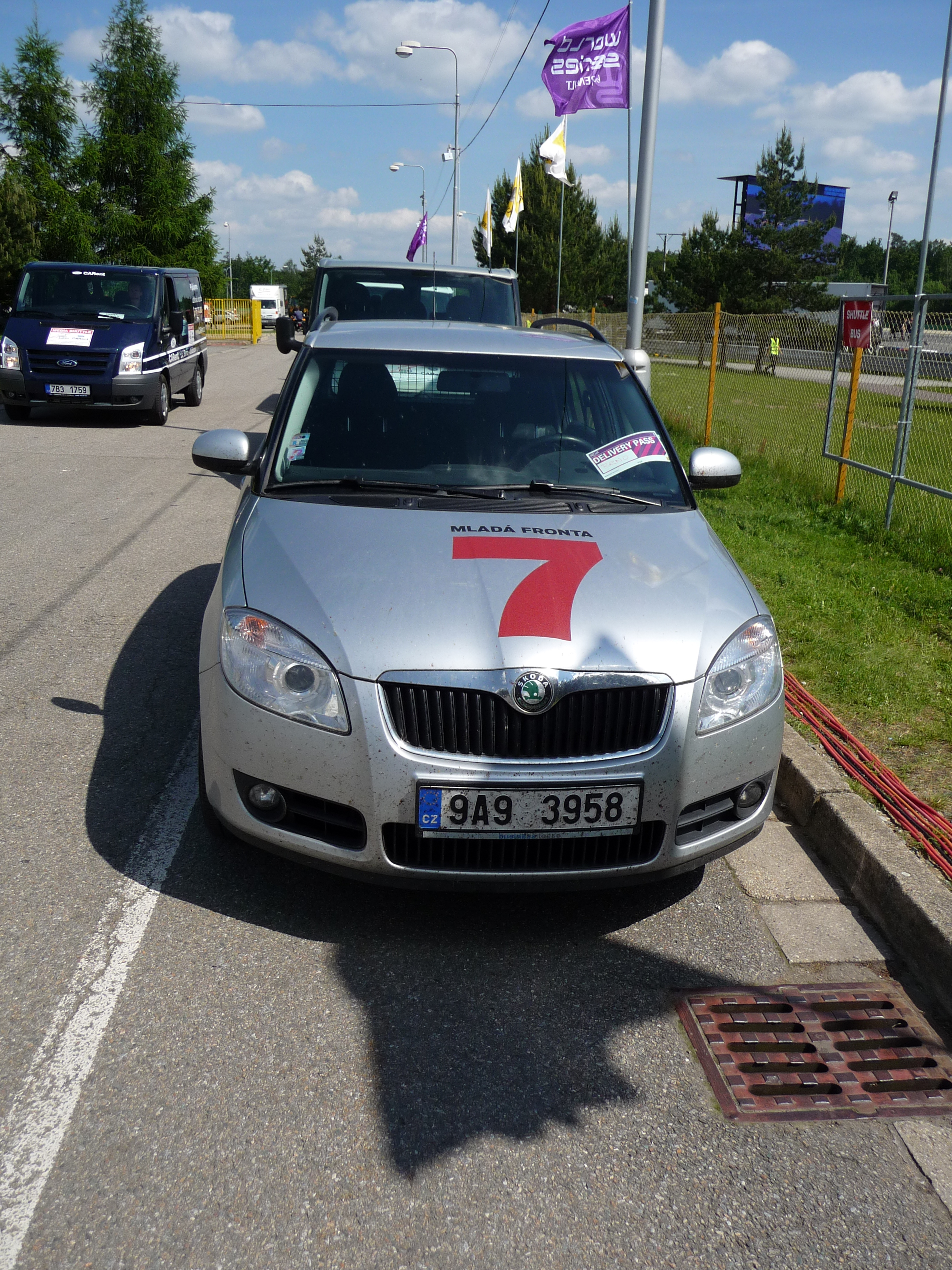
Auto Sedmičky na Masarykově okruhu při závodech World Series by Renault v roce 2010

Časopis je tištěn na matném papíře, má 48 stran, formát větší A4 (30 cm na výšku). V úvodu každého čísla je hlavička listu s nápisem MLADÁ FRONTA 7 a podtitulkem s názvem regionu. Texty jsou psány ve sloupcích, doprovázeny množstvím barevných fotografií. Jednotlivé strany jsou nahoře číslovány.
Členění je zhruba do pěti částí – Téma, Zpravodajství, Publicistika, Názory a Kultura. Celkem 16 stran (třetina) je televizní program 30 televizních stanic. Část článků se týká problémů a situace regionu, další jsou společné pro všechny mutace Sedmičky, (např. v čísle 1/2010 o plánu operace Saddáma Husaina v Liberci roku 1977), či všeobecně zajímavá témata (např. Zkoušky na vysoké školy).

## Distribuce
Časopis je bezplatně šířen v různých budovách, podobně jako obdobné bezplatné tiskoviny jiných vydavatelů, například v prodejnách, restauracích, na poštách, v knihovnách, na úřadech, ve sportovních, rekreačních a zdravotnických zařízeních atd. Je možné si jej i předplatit, ovšem to již zadarmo není – v roce 2010 činí roční předplatné 650 Kč.

## Regionální mutace
- Praha
- Beroun
- Kladno
- Kolín, Kutná Hora, Nymburk, Poděbrady
- Mladá Boleslav
- České Budějovice
- Písek, Strakonice
- Tábor
- Jindřichův Hradec
- Klatovy
- Plzeň
- Karlovy Vary
- Chomutov, Jirkov, Litvínov, Most
- Ústí nad Labem, Děčín, Teplice, Litoměřice
- Liberec, Jablonec nad Nisou (šířena v šesti městech – Liberec, Jablonec nad Nisou, Chrastava, Turnov, Tanvald a Česká Lípa, náklad je 200 000 výtisků. Libereckou regionální kancelář nakladatelství vede (v lednu 2010) regionální šéfredaktorka Milada Prokopová. Časopis byl registrován Ministerstvem kultury ČR pod číslem E18867.[1])
- Hradec Králové
- Pardubice, Chrudim
- Jihlava
- Brno, Vyškov
- Hodonín, Břeclav
- Olomouc
- Přerov, Hranice
- Opava
- Ostrava
- Karviná
- Frýdek-Místek
- Zlín